# Biblioteca de Autores Cristianos
La Biblioteca de Autores Cristianos (BAC) es una colección de libros, en su mayoría obras de autores clásicos de la Iglesia católica. Fundada en 1943, estuvo impulsada por la Editorial Católica de España. El logotipo de la colección consiste en la figura de un ciervo, «Sicut cervus ad fontes» («Como el ciervo a las fuentes», inicio del salmo 41 en la Vulgata), y su lema «El pan de la cultura católica».  La colección tiene el respaldo de la Universidad Pontificia de Salamanca.

## Historia
La iniciativa partió del periodista y sacerdote (luego cardenal) Ángel Herrera Oria. Entre sus fundadores se encontraban José María Sánchez de Muniain y el general Máximo Cuervo Radigales, miembro del Cuerpo Jurídico Militar.  De hecho, Máximo Cuervo dirigió la BAC desde su fundación hasta 1970, siendo sustituido entonces por Muniaín.
El primer libro de la colección fue la Biblia de Nácar-Colunga, impresa el 18 de marzo de 1944. Desde entonces, la editorial ha generado  una serie de comentarios, manuales de estudio y subsidios para la catequesis, para la celebración y la pastoral de la Iglesia católica, que conforman el catálogo BAC como una biblioteca básica para el cristiano. Su objetivo es la formación cristiana sólida, basada en las fuentes.
El Gobierno español durante la Dictadura de Franco declaró de interés nacional la obra de la Biblioteca de Autores Cristianos, por lo que la editorial recibió subvenciones que le permitieron abaratar los costes y poder difundir mejor su producción.
En 1989, la Conferencia Episcopal Española asumió esta obra como propia.

## Reconocimientos
- Orden Civil de Alfonso X el Sabio, 1975.[4]
- Premio Internacional para Editoriales Religiosas Lumen ex libris, 2016.[4]